# Twin Peaks titkos története
A Twin Peaks titkos története egy levélregényként dossziéformában megírt könyv Mark Frosttól, melyben háttérinformációkat szolgáltat a televíziós sorozatban szereplő fiktív város, Twin Peaks történetéről és annak lakóiról. A könyvet a sorozat 2017. májusban debütáló folytatása előtt adták ki 2016 októberében. A sorozat harmadik évada után kiadtak egy újabb könyvet Twin Peaks – Az utolsó dosszié címmel, szerzője szintén Mark Frost.

## Összegzés
A regényt dosszié formájában írták meg, dokumentumokat, leveleket, újságkivágásokat és jegyzeteket tartalmaz, amelyet egy önmagára az Archivistaként utaló egyén állított össze. A dossziéra egy bűnügyi helyszínen találtak rá egy páncéldobozban, és az FBI igazgatóhelyettese egy „TP” monogramú elemzőre bízta, hogy felülvizsgálja és kivizsgálja.
Az Archivista a dokumentumokat nagyjából időrendi sorrendben mutatja be, kezdve azzal, hogy William Clark és Meriwether Lewis felderítették a területet expedíciójuk keretében, valamint részleteket közöl Thomas Jefferson elnökkel való levelezésükből, és foglalkozuk Lewis 1809-ben bekövetkezett rejtélyes halálával.
A következő fejezet a Nez Percé indiánok, és vezetőjük, Joseph főnök menekülésével foglalkozik. Az Archivista szerint Lewis és Joseph is látomáskeresést tapasztalt a területen, ahol Twin Peaks városát később megalapították.
Twin Peaks városát megalapították, amikor két család, a Packard és a Martell a folyó két partján rivális fűrészmalmot létesített. 1927-ben a cserkész Andrew Packard és Dwayne Milford cserkészparancsnok egy túratáborozás során egy óriás alakját vélte látni. Milford kijelenti, hogy testvére, Douglas Milford is beszámolt egy hasonló alakról. Douglas Milford (aki a televíziós sorozatban jelentéktelen szerepet töltött be) hamarosan a könyv legfontosabb szereplőjévé válik. A könyv szerint részt vett a roswelli UFO-becsapódásban, majd az Egyesült Államok légiereje különböző azonosítatlan repülőtárgyak, földönkívüli-észlelések, elrablások és eltűnések vizsgálatával bízta meg, majd Twin Peaks közelében egy Alpha Lehallgatóállomás nevű SETI-létesítményt hozott létre. 1940-ben három gyermek, Maggie Coulson (a tuskóhölgy), Carl Rodd (a Tűz, jöjj velem! filmben a lakókocsipark tulajdonosa) és Alan Traherne eltűnt az erdőben, majd előkerülésükkör furcsa, háromszögeket formázó karcolásokat találtak a testükön, és nem emlékeztek az aznapi történésekre.
Az utolsó fejezet lefedi az egész sorozatot, beleértve Laura Palmer meggyilkolását. Számos mellékszereplő, beleértve Josie Packard, Lawrence Jacoby, Ed és Nadine Hurley, valamint Norma és Hank Jennings háttértörténete derül ki dr. Lawrence Jacoby testvére, Robert által írt, figyelemre méltó helyi családokkal foglalkozó könyveiből. Az Archivista felfedi személyazonosságát, akinek az utolsó bejegyzésében megemlíti, hogy valami baj van Dale Cooperrel, és a dossziét a *M*A*Y*D*A*Y* szóval zárja. Az FBI-elemző szerint Briggs, az Archivista később eltűnt, Cooper holléte ismeretlen, aktáik az FBI-nál és a légierőnél szintekkel a szigorúan titkos minősítés fölött vannak. Nyomozását Tamara Preston különleges ügynökként írja alá.

## Fogadtatás
A Twin Peaks társalkotója, írója és rendezője, David Lynch nem olvasta el a könyvet, mivel az az ő [Frost] története Twin Peaksről.

## Magyarul
- Mark Frostː Twin Peaks titkos története; ford. Veres Mátyás; Athenaeum, Bp., 2016

## Fordítás
- Ez a szócikk részben vagy egészben  a   The Secret History of Twin Peaks című angol Wikipédia-szócikk fordításán alapul.  Az eredeti cikk szerkesztőit annak laptörténete sorolja fel. Ez a jelzés csupán a megfogalmazás eredetét és a szerzői jogokat jelzi, nem szolgál a cikkben szereplő információk forrásmegjelöléseként.